# 라이어널 햄프턴
라이어널 햄프턴(영어: Lionel Hampton, 1908년 4월 20일 ~ 2002년 8월 31일)은 미국의 재즈 음악가로, 재즈 비브라폰의 선구자로 알려져 있다.
1936년에서 1940년까지 베니 굿맨 캄보에서 명성을 떨쳤으며 이후 독립하여 자기 밴드를 조직하여 활동한 비브라폰 주자. 스윙의 화신(化身)이라고도 할 수 있는 익사이팅한 비브라폰은 또한 발라드나 블루스에서 끝없는 정서를 자아냈다. 그의 빅 밴드는 음이 거칠어 훌륭하다고는 할 수 없으나 서비스 정신이 풍부하다. 또한 그라디스 부인의 내조의 공도 유명하다.

## 출연
- 어 송 이즈 본